# Koszykarz krótkodzioby
Koszykarz krótkodzioby (Asthenes baeri) – gatunek małego ptaka z rodziny garncarzowatych (Furnariidae). Inaczej niż większość gatunków z rodzaju Asthenes, które kojarzone są z Andami, koszykarz krótkodzioby zamieszkuje raczej nizinne tereny. Występuje w południowej i środkowej części Ameryki Południowej w Argentynie, Boliwii, Brazylii i Paragwaju. W Czerwonej księdze gatunków zagrożonych Międzynarodowa Unia Ochrony Przyrody i IUCN klasyfikowany jest jako gatunek najmniejszej troski (LC, ang. Least Concern).

## Systematyka
Takson ten po raz pierwszy zgodnie z zasadami nazewnictwa binominalnego opisał  niemiecki ornitolog Hans von Berlepsch w 1906 roku na łamach „Bulletin of the British Ornithologists’ Club”. Autor nadał ptakowi nazwę Siptornis baeri, a jako miejsce typowe podał Cosquín w Argentynie. Badania molekularne opublikowane w 2011 roku wykazały, że koszykarz krótkodzioby jest najbliżej spokrewniony z koszykarzem białobrzuchym Asthenes dorbignyi. Międzynarodowy Komitet Ornitologiczny i BirdLife International wyróżniają trzy podgatunki Asthenes baeri:
- A. b. baeri (Berlepsch, 1906)
- A. b. chacoensis  Brodkorb, 1938
- A. b. neiffi (Contreras, 1980)

Natomiast The Clements Checklist of Birds of the World i serwis Birds of the World nie uznają A. b. neiffi za odrębny podgatunek i łączą go z A. b. chacoensis.

### Etymologia
- Asthenes: gr. ασθενης asthenes „nieistotny, mało znaczący”, od negatywnego przedrostka α- a-; σθενος sthenos „siła, moc”[12].
- baeri: Gustav Adolf Baer (1838–1918) – szwajcarski kolekcjoner w Peru, Chile i Brazylii[13].

## Morfologia
Mały ptak o brązowych lub szarobrązowych tęczówkach. Dziób prosty, cienki i najkrótszy wśród Asthenes, żuchwa od szarej do różowoszarej, górna szczęka od czarnej do ciemnoszarej lub ciemnobrązowej. Nogi i stopy od szarych do brązowoszarych. Podgatunek nominatywny ma szarobrązową matową twarz, dosyć szeroki szary pasek brwiowy, który za uszami zakrzywia się w kształcie litery U i łączy z szarą szyją. Okolice uszu szarobrązowe. Góra głowy matowa szarobrązowa. Górne części ciała brązowe, z tym że grzbiet bardziej szary niż kuper i pokrywy skrzydeł. Lotki z jaśniejszymi szarymi obramowaniami. Ogon stopniowany. Dwie pary centralnych sterówek ciemnobrązowe, pozostałe rude z matowym odcieniem. Dolne części ciała jaśniejsze blade matowoszare, boki i pokrywy podogonowe bladorude. Wyróżnia się jedynie gardło z dosyć wyraźną pomarańczowo-płową plamą. Nie występuje dymorfizm płciowy. Długość ciała 14–18 cm, masa ciała 10–18 g.
Podgatunek A. b. chacoensis jest podobny do nominatywnego z nieznacznie jaśniejszym ubarwieniem i bielszym paskiem brwiowym. A. b. neiffi jest znacznie większy od obu pozostałych podgatunków.
Wymiary szczegółowe:
|                       | Samiec | Samica  |
| --------------------- | ------ | ------- |
| Długość skrzydła (mm) | 57–68  | 58–65   |
| Długość ogona (mm)    | 60–68  | 60–67   |
| Długość dzioba (mm)   | 13–16  | 13–15,5 |

## Zasięg występowania
Poszczególne podgatunki koszykarza krótkodziobego występują:
- A. b. baeri – od południowej Boliwii i zachodniego Paragwaju do południowo-wschodniej Brazylii, zachodniego Urugwaju i środkowej Argentyny,
- A. b. chacoensis – w południowo-środkowej Boliwii i północno-zachodnim Paragwaju.
- A. b. neiffi – w zachodniej Argentynie.

Zasięg występowania (EOO, Extent of Occurrence) według szacunków organizacji BirdLife International obejmuje około 1,98 mln km². Występuje zazwyczaj w zakresie wysokości do 1300 m n.p.m.

## Ekologia i zachowanie
Jego głównym habitatem są suche zarośla nizinne, zarośla i lasy Chaco oraz lasy ekoregionu Low Monte (NT0802). Długość pokolenia jest określona na 3,8 roku. Ptak ten występuje pojedynczo lub w parach. Nie ma dokładnych informacji o diecie tego gatunku, zaobserwowano, że zjada mrówki, prostoskrzydłe, chrząszcze, skorki i błonkoskrzydłe. Pokarm podejmuje z gałęzi i gałązek niskiej roślinności, a czasami podejmuje go z ziemi.

### Rozmnażanie
Sezon lęgowy koszykarza krótkodziobego przypada na okres wiosny i lata, jaja składane są w okresie od października do stycznia. Gniazda buduje w rozwidleniu gałęzi krzewów lub niskich drzew na wysokości 1,5–3 m nad poziomem ziemi. Gniazdo w kształcie zamkniętej elipsy o wymiarach 24–35 cm w pionie na 15–20 cm w poziomie. Zbudowane jest z kolczastych gałązek z otworem wejściowym w górnej części. Wewnątrz znajduje się komora lęgowa o średnicy około 10 cm. Gniazdo wyścielone jest piórami, drobnymi gałązkami, włosiem, a czasami też płatkami kwiatów, mchami i porostami. W lęgu zazwyczaj 3 jaja, chociaż czasami obserwowano 4, a nawet 5. Okres inkubacji 14–15,5 dnia. Pisklęta przebywają w gnieździe przez 2 tygodnie.

## Status
W Czerwonej księdze gatunków zagrożonych IUCN koszykarz krótkodzioby jest uznawany za gatunek najmniejszej troski (LC, ang. Least Concern). Wielkość populacji nie jest oszacowana, a gatunek ten opisywany jest jako dosyć pospolity. BirdLife International ocenia trend liczebności populacji jako prawdopodobnie spadkowy z powodu degradacji naturalnego habitatu.